# Грос-Мильцов
Грос-Мильцов (нем. Groß Miltzow) — община в Германии, в земле Мекленбург-Передняя Померания.
Входит в состав района Мекленбург-Штрелиц. Подчиняется управлению Вольдег.  Население составляет 1160 человек (на 31 декабря 2010 года). Занимает площадь 48,54 км².